# Томо Шокота
Томислав «Томо» Шокота (хорв. Tomislav "Tomo" Šokota, нар. 8 квітня 1977, Загреб, СФРЮ) —хорватський футболіст, що виступає за аматорський хорватський клуб «Светі Міховіл» на позиції нападника. Виступав за національну збірну Хорватії.

## Клубна кар'єра
Вихованець футбольної школи клубу «Самобор», за який дебютував й у дорослому футболі 1996 року.
1997 року перейшов до складу клубу «Кроація», в якому провів чотири сезони, взявши участь у 92 матчах чемпіонату.
Своєю грою за цю команду привернув увагу представників тренерського штабу португальського клубу «Бенфіка», до складу якого приєднався 2001 року. Відіграв за лісабонський клуб наступні чотири сезони своєї ігрової кар'єри.
Згодом з 2005 по 2009 рік грав у складі команд клубів «Порту» та «Динамо» (Загреб).
Наступний рік провів у клубі «Локерен».
Завершив професійну ігрову кар'єру в словенській «Олімпії».
В 2020 році повернувся до футболу, почавши виступати за аматорський хорватський клуб «Светі Міховіл».

## Виступи за збірну
2003 року дебютував в офіційних матчах у складі національної збірної Хорватії. Протягом кар'єри у національній команді, яка тривала усього 2 роки, провів у формі головної команди країни 8 матчів, забивши 2 голи.

## Титули і досягнення
- Чемпіон Хорватії (5):

«Динамо» (Загреб): 1997-98, 1998-99, 1999-00, 2007-08, 2008-09
- Володар Кубка Хорватії (4):

«Динамо» (Загреб): 1997-98, 2000-01, 2007-08, 2008-09
- Чемпіон Португалії (3):

«Бенфіка»: 2004-05
«Порту»: 2005-06, 2006-07
- Володар Кубка Португалії (2):

«Бенфіка»: 2003-04
«Порту»: 2005-06
- Володар Суперкубка Португалії (1):

«Порту»: 2006
- Найкращий бомбардир Чемпіонату Хорватії (2):

«Динамо» (Загреб): 1999-00, 2000-01